# Smarhon
Smarhon (litauiska: Smurgainys; belarusiska: Смаргонь) är en stad i Belarus.   Den ligger i Hrodna voblast, i den nordvästra delen av landet, 100 km nordväst om huvudstaden Minsk. Smarhon ligger 153 meter över havet och antalet invånare är 37 372.
Under Stora nordiska kriget låg den svenska hären hela våren 1708 förlagd till trakterna kring Smarhon och Minsk.

## Natur
Terrängen runt Smarhon är platt. Smarhon är det största samhället i trakten.

## Sport
- FK Smarhon (fotbollsklubb);
- Gradski stadion (Stadion "Junnost").